# Lasiurus degelidus
Lasiurus degelidus (Miller, 1931) è un pipistrello della famiglia dei Vespertilionidi endemico della Giamaica.

## Descrizione

### Dimensioni
Pipistrello di piccole dimensioni, con la lunghezza della testa e del corpo tra 53 e 57 mm, la lunghezza dell'avambraccio tra 41,3 e 46,9 mm, la lunghezza della coda tra 52 e 53 mm e la lunghezza del piede tra 7,6 e 8 mm.

### Aspetto
La pelliccia è lunga e densa. Le parti dorsali sono rossastre, mentre le parti ventrali sono leggermente più chiare. Su ogni spalla, all'altezza dell'attaccatura delle ali è presente una macchia bianca. Il muso è appuntito e largo, dovuto alla presenza di due masse ghiandolari sui lati. Le orecchie sono corte, arrotondate e ben separate. Il trago è corto, stretto, con l'estremità arrotondata e curvato in avanti. La punta della lunga coda si estende leggermente oltre l'ampio uropatagio, il quale è densamente ricoperto di lunghi peli dello stesso colore del dorso. Il cariotipo è 2n=28 FNa=48.

## Biologia

### Comportamento
Si rifugia probabilmente nella vegetazione.

### Alimentazione
Si nutre di insetti.

### Riproduzione
Una femmina catturata nel mese di luglio non era sessualmente riproduttiva.

## Distribuzione e habitat
Questa specie è conosciuta soltanto in sei località della Giamaica.
Vive fino a 400 metri di altitudine.

## Conservazione
La IUCN Red List, considerato l'areale limitato e il declino della popolazione a causa della perdita del proprio habitat, classifica L.degelidus come specie vulnerabile (VU).